# Vladislav Kulikov
Vladislav Kulikov (Moscú, Rusia, 7 de enero de 1971) es un nadador ruso retirado especializado en pruebas de estilo mariposa, donde consiguió ser medallista de bronce olímpico en 1996 en los 100 metros.

## Carrera deportiva
En los Juegos Olímpicos de Atlanta 1996 ganó la medalla de bronce en los 100 metros mariposa, con un tiempo de 53.13 segundos, tras su paisano ruso Denis Pankratov (oro con 52.27 segundos que fue récord del mundo) y el australiano Scott Miller; además ha ganado dos medallas de plata junto a su equipo en los relevos de 4 x 100 metros estilos, en las Olimpiadas de Atlanta 1996 y Barcelona 1992, en estas últimas representando al Equipo Unificado.